# Houlong
Houlong (chinois traditionnel : 後龍鎮 ; pinyin : Hòulóng Zhèn) est une commune du comté de Miaoli située sur la côte Ouest de l'île de Taïwan, en Asie de l'Est.

## Géographie

### Situation
Houlong est une commune urbaine du nord-ouest du comté de Miaoli, sur l'île de Taïwan. Elle s'étend sur 75,807 9 km2, au nord de Miaoli, capitale du comté, le long de la côte ouest de l'île.

### Démographie
Au 1er janvier 2017, la commune de Houlong comptait 37 251 habitants (491 hab./km2) dont 47,3 % de femmes.

### Hydrographie
Houlong comprend les embouchures des trois fleuves Zhonggang (54 km), Xihu et Houlong (58 km). Les trois cours d'eau se jettent dans le détroit de Taïwan, le long du littoral de la commune.

## Économie
Houlong est essentiellement une commune agricole produisant du riz, des légumes et des fruits, et pratiquant l'élevage de bétail.